# Мегапростое число
Мегапростое число — простое число, содержащее не менее миллиона десятичных цифр (титанические простые — это простые с более чем 1000 цифр, и гигантские простые, содержащие минимум 10000 цифр).
На 17 января 2024 года было известно 2408 мегапростых числа. Первым было найдено число Мерсенна {\displaystyle 2^{6972593}-1} с 2 098 960 знаками. Открыто оно в 1999 году математиком Найан Хайратвала, участником проекта Распределённые вычисления GIMPS.
Термин bevaprime был предложен для обозначения простых чисел с более чем 1,000,000,000 знаков.